# Max Weidig
Max Arthur Weidig (* 7. Februar 1879 in Altenburg; † 5. November 1912 in Freiberg) war ein deutscher Hütteningenieur.

## Leben
Max Weidig kam als Sohn eines Lehrers in Altenburg zur Welt. Nach der Reifeprüfung am Altenburger Realgymnasium nahm er 1898 ein Studium an der Bergakademie Freiberg auf, das er 1902 als Diplom-Hütteningenieur abschloss. Anschließend arbeitete er bis 1906 als Betriebsingenieur in Auerhammer. An der Gesellschaft für Wirtschaftliche Ausbildung in Frankfurt am Main erweiterte er danach sein wirtschaftliches und kaufmännisches Wissen.
1908 trat er eine Stelle als Assistent von Carl Schiffner in der Abteilung Radiumforschung des Hüttenmännischen Instituts der Bergakademie Freiberg an. Im Jahr 1911 promovierte er. Nach seiner Habilitation im gleichen Jahr wurde er an der Bergakademie Privatdozent für Radioaktivität und Radioaktive Substanzen, und ein Jahr später wurde er zum a.o. Professor berufen. Auch die Leitung des 1912 gegründeten Radium-Institutes wurde ihm übertragen, allerdings konnte er diese Ämter nur für kurze Zeit wahrnehmen, da er im Sommer 1912 an einem Magen- und Darm-Leiden erkrankte und am 5. November 1912 starb.
Ein besonderes Verdienst Weidigs war die Erforschung der Radiumquellen Sachsens zusammen mit Carl Schiffner und Richard Franz Friedrich. Zwischen 1908 und 1912 erschienen vier Teile des Werkes Radioaktive Wässer in Sachsen. Am 5. September 1980 wurde Max Weidig in Bad Brambach mit einer Gedenktafel geehrt.

## Veröffentlichungen
- Radioaktive Wässer in Sachsen. Teile 2–4, 1909–1912[Anmerkung 1]
- Metallurgische und technologische Studien auf dem Gebiete der Legierungsindustrie insbesondere über das Ausglühen von Metallen und Legierungen. Dissertation TH Dresden und Bergakademie Freiberg, 1911
- Radioaktive Quellen von ganz einzigartig hoher Aktivität bei Brambach im sächsischen Vogtlande. In: Zeitschrift für öffentliche Chemie. 1911
- Radioaktivität und Naturwissenschaft. Antrittsvorlesung geh. i. d. Aula d. Königl. Sächs. Bergakademie zu Freiberg am 17.6.1911